# Reinerbach (Aare)
Der Reinerbach (im Unterlauf Kumetbach) ist ein knapp zehn Kilometer langer Bach im Kanton Aargau und ein südwestlicher und linker Zufluss der Aare. Er entwässert einen Teil des Ostabhangs des Bözbergrückens und das Tal von Remigen im Bezirk Brugg und mündet bei Villigen in die Aare.
Der Bach liegt am östlichen Rand des Juraparks Aargau und zugleich auch des Landschaftsschutzgebiets «Aargauer Tafeljura», das im Bundesinventar der Landschaften und Naturdenkmäler von nationaler Bedeutung (BLN) verzeichnet ist.

## Geographie

### Verlauf
Der Reinerbach entspringt  auf einer Höhe von etwa 532 m ü. M. zwischen den Ortschaften Egenwil, Altstalden und Birch im Areal von Oberbözberg am westlichen Rand das Waldgebiets Birchholz.
In einem schmalen Tal, wo er auch Krebsbach heisst und in dem von rechts der teilweise eingedolte Bach von Birch einmündet, erreicht der Reinerbach das Dorf Kirchbözberg und nimmt von rechts den Mattebach auf, der bei der Strassensiedlung Vierlinden südöstlich des Dorfes Ursprung entspringt. Im Tal Itele von Kirchbözberg bis zur Ebene bei Rüfenach hat der Reinerbach auch den zweiten Namen Ithalenbach. In diesem Flussabschnitt, der auf der rechten Seite steile Felswände aufweist, fliessen ihm von links sechs unterschiedlich lange Seitenbäche zu, von denen der Lutisbach, der Winkelmattbach und der Itelenhaldbach die wichtigsten sind.
In der Ebene südlich von Rüfenach nimmt der Reiner- oder Ithalenbach von rechts den Rinikerbach auf, der südwestlich von Riniken entspringt und mehrere andere Bäche aus dem Gebiet nordwestlich von Brugg sammelt. Am Nordwestfuss des Bruggerbergs fliesst der Reinerbach unterhalb der Ortschaft Hinterrein vorbei und Richtung Norden durch die weite Ebene der Breiti, wo er von der Hauptstrasse 277 überquert wird. Am Dorfrand von Villigen nimmt er von links den Schmittenbach auf, der von Mönthal aus in das Aaretal herabfliesst.
In mehreren Schlingen durchquert der Reinerbach den südlichen Teil der Ortschaft Villigen und passiert die alte, schon im 16. Jahrhundert erwähnte Mühle von Villigen. Dann wendet er sich nach Nordosten. Auf dem letzten Abschnitt, wo er auch Kumetbach genannt wird, hat er ein tiefes Tälchen von fast einem Kilometer Länge in die Schotterterrasse bis zur Aareböschung eingeschnitten. Mit seinem Geschiebe hat der Reinerbach am Aarerand einen Schuttfächer gebildet, Kometmatt genannt, der den Flusslauf der Aare merklich einengt. Dort mündet der Bach schliesslich auf einer Höhe von 315 m ü. M. von links und Südwesten in die aus dem Süden heranziehende Aare.
Sein 9,8 Kilometer langer Lauf endet circa 217 Höhenmeter unterhalb der Quelle, er hat somit ein mittleres Sohlgefälle von ungefähr 22 ‰.

### Einzugsgebiet
Das 32,84 km² grosse Einzugsgebiet des Reinerbachs liegt im Juragebirge und wird über die Aare und den Rhein zur Nordsee entwässert.
Es besteht zu 49,0 % aus bestockter Fläche, zu 42,5 % aus Landwirtschaftsfläche, zu 8,4 % aus Siedlungsfläche und zu 0,1 % aus Gewässerfläche.
Die mittlere Höhe des Einzugsgebietes beträgt 479 m ü. M., die minimale Höhe liegt bei 325 m ü. M. und die maximale Höhe bei 699 m ü. M.

### Zuflüsse
Zuflüsse von der Quelle zur Mündung, Teilabschnitte fett markiert, mit Namen, orographischer Richtung, Länge in km, Einzugsgebiet in km², Abflussdaten (MQ) in Liter pro Sekunde (l/s). Die Namen nach dem GIS des Kantons Aargau, Daten auch nach swisstopo.
Krebsbach
- (Bach vom) Baschimatt (rechts), 0,1 km
- Birch (rechts), 1,0 km
- Mattebach (rechts), 1,0 km

Ithalenbach
- Lutisbach (links), 2,1 km
- (Bach aus der Flur) Im Guet (links), 0,3 km
- Winkelmattbach (links), 0,6 km
- Itelehaldbach (links), 0,6 km
- Itelebach (links), 0,9 km
- (Bach vom) Oberen Eichholz (links), 0,3 km

Reinerbach
- Rinikerbach (rechts), 6,3 km, 2,3 km, 4,82 km²

Kumetbach
- Schmittenbach (links), 14,58 km², 210 l/s

## Hydrologie
An der Mündung in die Aare beträgt seine modellierte mittlere Abflussmenge (MQ) 480 l/s. Sein Abflussregimetyp ist nivo-pluvial jurassien und die Abflussvariabilität beträgt 24.